# James Gatewood
James Charles Gatewood, III (* 17. Dezember 1971 in Wilmington (Delaware); † 5. Juni 2016) war ein US-amerikanischer Basketballspieler.

## Leben
Der 2,03 Meter große Gatewood bestritt von 1990 bis 1994 110 Spiele für die Hochschulmannschaft der Southern Methodist University in Dallas (US-Bundesstaat Texas). Seine besten statistischen Werte dieser Zeit erreichte er im Spieljahr 1993/94 (13,1 Punkte, 7 Rebounds, 1,3 Blocks, 1,3 Ballgewinne, 1,2 Korbvorlagen/Begegnung).
Gatewood wurde 1996, 1997 und 1998 jeweils finnischer Meister mit ToPo Helsinki. Sein dortiger Trainer war sein Landsmann Aaron McCarthy. 1995/96 erzielte Gatewood 18,9 Punkte und 8,4 Rebounds je Begegnung für Helsinki, 1996/97 waren es 18,5 Punkte und 8,4 Rebounds, 1997/98 dann 17,8 Punkte und 7,3 Rebounds pro Partie. 1997 und 1998 errang er mit der Mannschaft des Weiteren den Sieg im finnischen Pokalwettbewerb. Er wurde in der Saison 1997/98 als bester Spieler der finnischen Korisliiga ausgezeichnet. Er sammelte mit Helsinki auch Europapokalerfahrung.
1998 wechselte Gatewood zur DJK s.Oliver Würzburg, die gerade in die Basketball-Bundesliga aufgestiegen war. In der Saison 1998/99 war er mit 17,3 Punkten je Begegnung zweitbester Würzburger Korbschütze hinter Dirk Nowitzki. Man wurde in der Bundesliga-Hauptrunde als Liganeuling Sechster. Während Nowitzki in die NBA wechselte, blieb Gatewood in Würzburg, in der Saison 1999/2000 stand er mit der Mannschaft am Ende der Hauptrunde auf dem zwölften Tabellenrang. Erneut war der US-Amerikaner zweitbester Würzburger Korbschütze, diesmal hinter Robert Garrett. Gatewood kam auf 13,7 Punkte je Begegnung. Hinzu kamen 5,9 Rebounds pro Spiel. Er verließ Würzburg nach dem Saisonende 1999/2000.
Gatewood war Vater von drei Söhnen, er starb im Alter von 44 Jahren.